# Podział administracyjny Zjednoczonych Emiratów Arabskich
Zjednoczone Emiraty Arabskie (ZEA) są federacją składającą się z 7 emiratów. Największy z nich to emirat Abu Zabi, którego stolica jest jednocześnie stolicą całego kraju. Każdy z emiratów stanowi swoiste „mikropaństwo” rządzone przez innego emira, jako monarchia absolutna. Emir Abu Zabi jest również prezydentem całego państwa. Granice między niektórymi emiratami bywają dość skomplikowane, z enklawami niektórych w granicach innych, jednak nie istnieją żadne wewnętrzne bariery utrudniające przemieszczanie się pomiędzy emiratami.
Wszystkie emiraty z wyjątkiem Ras al-Chajmy stały się częścią wspólnego państwa 2 grudnia 1971, zaś Ras al-Chajma dołączyła do nich 10 lutego 1972.
| Emirat                       | Stolica        | Powierzchnia km² | Ludność (2018) | Flaga                        |
| ---------------------------- | -------------- | ---------------- | -------------- | ---------------------------- |
| Abu Zabi                     | Abu Zabi       | 73 060           | 2 784 490      |                              |
| Adżman                       | Adżman         | 259              | 372 922        |                              |
| Dubaj                        | Dubaj          | 3885             | 4 177 059      |                              |
| Fudżajra                     | Fudżajra       | 1166             | 152 000        |                              |
| Ras al-Chajma                | Ras al-Chajma  | 2486             | 416 600        |                              |
| Szardża                      | Szardża        | 2590             | 2 374 132      |                              |
| Umm al-Kajwajn               | Umm al-Kajwajn | 777              | 72 000         |                              |
| Zjednoczone Emiraty Arabskie | Abu Zabi       | 83 600           | 9 599 353      | Zjednoczone Emiraty Arabskie |

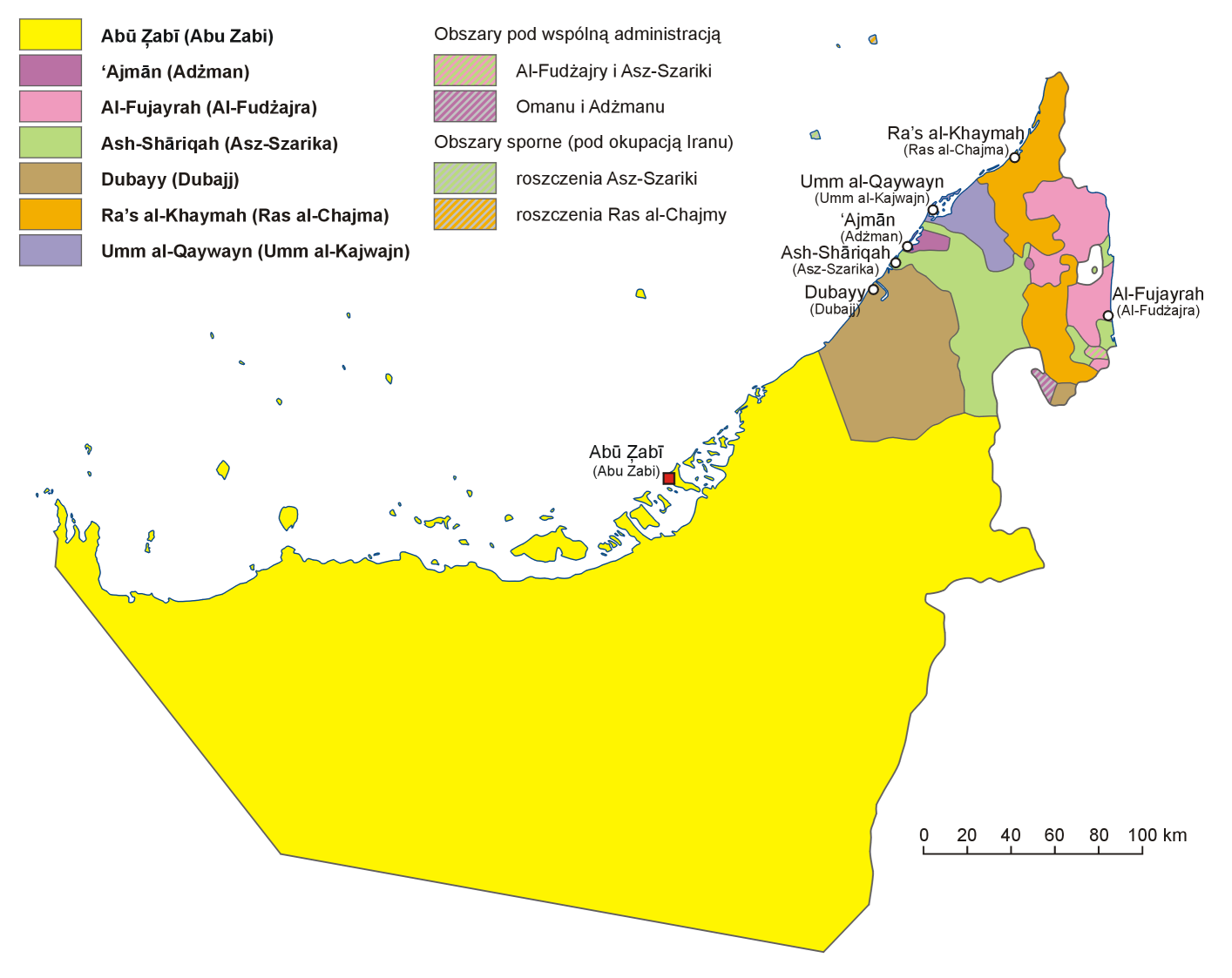
Mapa administracyjna Zjednoczonych Emiratów Arabskich

Pięć z emiratów ma rozczłonkowane terytorium, posiadając od jednej do czterech eksklaw:
- Adżman: 1 eksklawa
- Dubaj: 1 eksklawa
- Fudżajra: 2 eksklawy
- Ras al-Chajma: 1 eksklawa
- Szardża 4 eksklawy

Dodatkowo istnieją dwa terytoria o wspólnej kontroli. Jedno jest wspólnie zarządzane przez emiraty Fudżajra i Szardża, natomiast drugie – przez Oman i emirat Adżman.
Na terytorium Zjednoczonych Emiratów Arabskich znajduje się enklawa Omanu zwana Madha o powierzchni 77,7 km², której granicę ustalono w 1969 r. Wewnątrz tej enklawy usytuowana jest natomiast niewielka enklawa Zjednoczonych Emiratów Arabskich zwana Nahwa o powierzchni 4,40 km², administracyjnie należąca do emiratu Szardża.
Kody ISO 3166-2 dla emiratów Zjednoczonych Emiratów Arabskich:
| AE-AZ | Abu Zaby        |
| AE-AJ | 'Ajman          |
| AE-FU | Al Fujayrah     |
| AE-SH | Ash Shariqah    |
| AE-DU | Dubayy          |
| AE-RK | R'as al Khaymah |
| AE-UQ | Umm al Qaywayn  |